# Domenico Modugno (1962)
Domenico Modugno (1962) è il 12º album di Domenico Modugno.
Nella sua discografia è il quinto (dei sette) album che si intitola con il suo nome e cognome.

## Il disco
Questo disco racchiude alcune canzoni già pubblicate su 45 giri nei mesi precedenti (come La novia che arriva in prima posizione per sei settimane, Selene e Sogno di mezza estate, del 1961, o la canzone vincitrice dell'edizione del Festival di Sanremo 1962 Addio...addio..., che era stata presentata in coppia con Claudio Villa), altri brani tratti dalla commedia musicale Rinaldo in campo e già incisi nell'album omonimo (Orizzonti di gioia e Se Dio vorrà) e qualche brano nuovo che, comunque, viene pubblicato anche su 45 giri (come la samba La notte del mio amor, cover di un successo della notissima cantante brasiliana Dolores Duran ed il twist Balla balla).
Una canzone, Ora che sale il giorno, era in origine una poesia di Salvatore Quasimodo che il cantautore aveva messo in musica dopo aver ricevuto l'autorizzazione del poeta; Cicoria twist è invece una rielaborazione con un nuovo arrangiamento ed un testo leggermente modificato di La cicoria, la prima incisione del cantautore pugliese.
La novia è la traduzione in italiano effettuata da Mogol e Tony Dallara di un grande successo di Antonio Prieto, già inciso dallo stesso Dallara (ed anni dopo rielaborato dagli Squallor in chiave comica).
La copertina del disco non contiene immagini di Modugno, ma è a strisce verticali bianche e rosse, con il nome del cantautore e la scaletta delle canzoni.
Gli arrangiamenti sono tutti curati dal maestro Nello Ciangherotti, che dirige anche l'orchestra; in Ninna nanna (anche questa è una reincisione del lato B del primo 78 giri di Modugno, la già ricordata La cicoria) vi è la sola chitarra del cantautore.
Nell'etichetta del disco per errore Modugno è accreditato come solo autore di Se Dio vorrà (scritta invece, per quel che riguarda il testo, insieme a Pietro Garinei e Sandro Giovannini).

## Tracce
LATO A
1. La notte del mio amor (testo di Pinchi e Domenico Modugno; testo originale e musica di Dolores Duran)
2. Ora che sale il giorno (testo di Salvatore Quasimodo; musica di Domenico Modugno)
3. 'na musica (testo di Domenico Modugno, musica di Domenico Modugno e Alberto Pugliese)
4. Selene (testo di Franco Migliacci; musica di Domenico Modugno)
5. Ninna nanna (testo e musica di Domenico Modugno e Franco Nebbia)
6. Addio...addio... (testo di Franco Migliacci; musica di Domenico Modugno)

LATO B
1. La novia (testo di Mogol e Tony Dallara; testo originale e musica di Antonio Prieto)
2. Orizzonti di gioia (testo di Domenico Modugno, Pietro Garinei e Sandro Giovannini; musica di Domenico Modugno)
3. Cicoria twist (testo e musica di Domenico Modugno)
4. Se Dio vorrà (testo di Domenico Modugno, Pietro Garinei e Sandro Giovannini; musica di Domenico Modugno)
5. Sogni di mezza estate (testo e musica di Domenico Modugno)
6. Balla balla (testo e musica di Domenico Modugno)